# Брандермілл (Вірджинія)
Брандермілл (англ. Brandermill) — переписна місцевість (CDP) в США, в окрузі Честерфілд штату Вірджинія. Населення — 13 730 осіб (2020).

## Географія
Брандермілл розташований за координатами 37°26′2″ пн. ш. 77°39′2″ зх. д. / 37.43389° пн. ш. 77.65056° зх. д. (37.433992, -77.650583).  За даними Бюро перепису населення США в 2010 році переписна місцевість мала площу 18,80 км², з яких 15,96 км² — суходіл та 2,83 км² — водойми.

## Демографія
Згідно з переписом 2010 року, у переписній місцевості мешкали 13 173 особи в 5424 домогосподарствах у складі 3666 родин. Густота населення становила 701 особа/км².  Було 5747 помешкань (306/км²).
Расовий склад населення:
| - 82,6 % — білих - 10,8 % — чорних або афроамериканців - 3,4 % — азіатів - 0,3 % — корінних американців - 0,1 % — вихідців з тихоокеанських островів |

До двох чи більше рас належало 2,2 %. Частка іспаномовних становила 3,2 % від усіх жителів.
За віковим діапазоном населення розподілялося таким чином: 24,0 % — особи молодші 18 років, 63,0 % — особи у віці 18—64 років, 13,0 % — особи у віці 65 років та старші. Медіана віку мешканця становила 38,6 року. На 100 осіб жіночої статі у переписній місцевості припадало 91,9 чоловіків;  на 100 жінок у віці від 18 років та старших — 88,0 чоловіків також старших 18 років.
Середній дохід на одне домашнє господарство  становив 92 588 доларів США (медіана — 75 435), а середній дохід на одну сім'ю — 109 242 долари (медіана — 94 333). Медіана доходів становила 67 589 доларів для чоловіків та 50 008 доларів для жінок. За межею бідності перебувало 2,3 % осіб, у тому числі 1,8 % дітей у віці до 18 років та 3,7 % осіб у віці 65 років та старших.
Цивільне працевлаштоване населення становило 7210 осіб. Основні галузі зайнятості: освіта, охорона здоров'я та соціальна допомога — 26,4 %, науковці, спеціалісти, менеджери — 11,9 %, фінанси, страхування та нерухомість — 11,0 %.